# 井土ヶ谷駅
井土ヶ谷駅（いどがやえき）は、神奈川県横浜市南区井土ケ谷中町にある、京浜急行電鉄本線の駅である。駅番号はKK42。

## 歴史
- 1930年（昭和5年）4月1日 - 開業。当初は無人駅であった[1]。
- 1953年（昭和28年）3月 - 構内地下道を新設、構内踏切を廃止した[1]。
- 1956年（昭和31年）4月 - 横浜市電最後の新規開業となる保土ヶ谷橋から通町1丁目間（井土ヶ谷線）が開業。当駅前にも「井土ヶ谷駅前停留場」が設けられたが、急速な自動車社会の到来により1968年8月末に廃止された。開業から廃止まで僅か12年余りであった。
- 1958年（昭和33年）1月5日 - 隣家からの出火により駅舎が焼失。駅務員の対応で被害は最小限に食い止められ業務は続けられた。
- 1971年（昭和46年）2月 - 朝ラッシュ時の上りに限り急行の臨時停車を開始[1]。
- 1978年（昭和53年）1月 - 上りホーム有効長を8両編成対応に延長[1]。
- 1987年（昭和62年）12月13日 - 下りホーム有効長を8両編成対応に延伸[1]。急行は平日朝夕下り、土曜・休日朝上りと夕方下りについても隣駅の弘明寺駅と併せて停車するようになる[2]。
- 1999年（平成11年）7月31日 - ダイヤ改正による京急蒲田駅 - 新逗子駅の急行廃止により急行の臨時停車がなくなる。
- 2009年（平成21年）9月 - 施設改良工事開始。上下線ホームへのエレベーターの設置や[1]多機能トイレの設置を実施し、2010年4月に完了した。
- 2010年（平成22年）5月16日 - ダイヤ改正により新設されたエアポート急行の停車駅となる。
- 2015年（平成27年）3月18日 - 接近メロディを導入[3]。ケツメイシの「さくら」が採用される[3]。

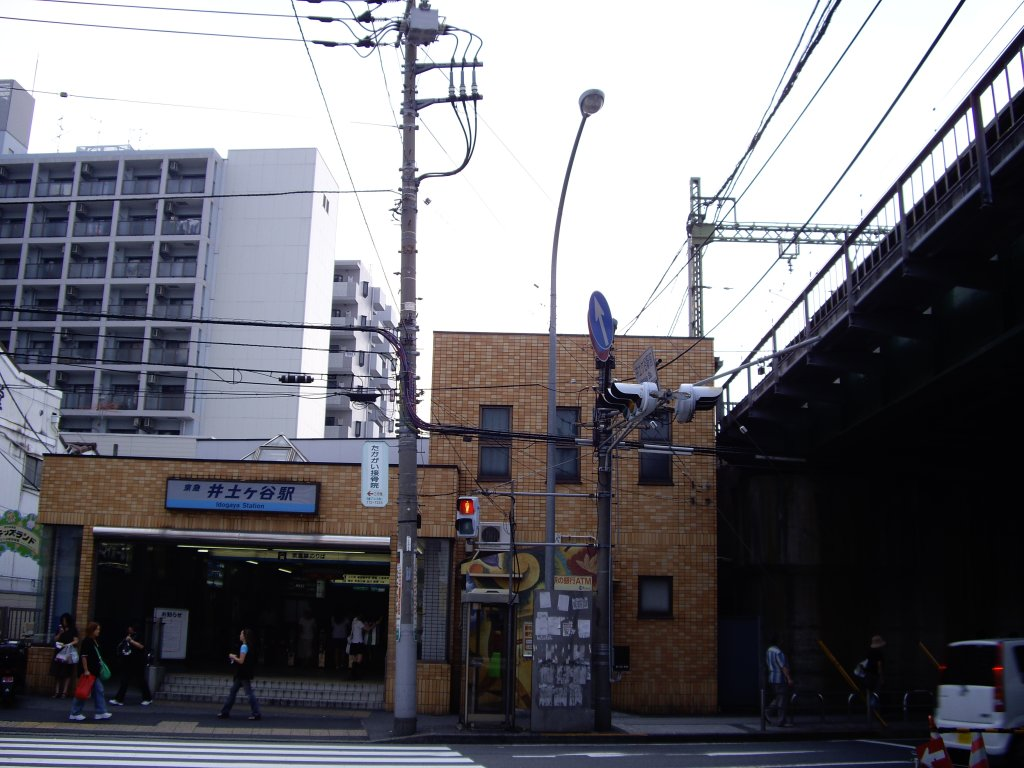
改装前の駅舎（2007年7月）

## 駅構造
8両編成対応の相対式ホーム2面2線を有する地上駅。築堤の上にある。改札口は本線下に位置している。駅構内には認可保育園「京急キッズランド井土ヶ谷駅」がある。
コンコース内に通路が2か所あり、そのうち弘明寺寄りの通路には、ホームと連絡するエスカレーターが設置されている。

### のりば
| 番線 | 路線 | 方向 | 行先                          |
| ---- | ---- | ---- | ----------------------------- |
| 1    | 本線 | 下り | 上大岡・三浦海岸方面          |
| 2    | 本線 | 上り | 横浜・品川方面 / 羽田空港方面 |

### 接近メロディ
ケツメイシのリーダーの大蔵が井土ヶ谷出身であることにちなみ、2015年3月18日から同グループの代表曲「さくら」をアレンジしたものを接近メロディとして使用している。1番線ではサビの後半部、2番線ではサビの前半部のアレンジを使用している。メロディはスイッチの制作で、編曲は塩塚博が手掛けた。

## 利用状況
横浜市統計書によると2022年度の1日平均乗降人員は25,534人（乗車人員：12,711人、降車人員：12,823人）である。
2020年度の1日平均乗降人員は22,891人であり、京急線全72駅中19位。
近年の1日平均乗降人員と乗車人員の推移は下表の通り。
| 年度               | 1日平均 乗降人員 | 1日平均 乗車人員 | 出典     |
| ------------------ | ---------------- | ---------------- | -------- |
| 1980年（昭和55年） |                  | 12,877           |          |
| 1981年（昭和56年） |                  | 12,942           |          |
| 1982年（昭和57年） |                  | 13,337           |          |
| 1983年（昭和58年） |                  | 13,492           |          |
| 1984年（昭和59年） |                  | 13,474           |          |
| 1985年（昭和60年） |                  | 13,622           |          |
| 1986年（昭和61年） |                  | 13,833           |          |
| 1987年（昭和62年） |                  | 13,757           |          |
| 1988年（昭和63年） |                  | 14,038           |          |
| 1989年（平成元年） |                  | 14,110           |          |
| 1990年（平成02年） |                  | 14,310           |          |
| 1991年（平成03年） |                  | 14,290           |          |
| 1992年（平成04年） |                  | 14,422           |          |
| 1993年（平成05年） |                  | 14,266           |          |
| 1994年（平成06年） |                  | 14,112           |          |
| 1995年（平成07年） |                  | 13,850           | [ * 1 ]  |
| 1996年（平成08年） |                  | 13,458           |          |
| 1997年（平成09年） |                  | 13,036           |          |
| 1998年（平成10年） |                  | 12,983           | [ * 2 ]  |
| 1999年（平成11年） |                  | 12,890           | [ * 3 ]  |
| 2000年（平成12年） | 25,952           | 12,836           | [ * 3 ]  |
| 2001年（平成13年） | 26,068           | 12,857           | [ * 4 ]  |
| 2002年（平成14年） | 25,964           | 12,802           | [ * 5 ]  |
| 2003年（平成15年） | 26,742           | 13,096           | [ * 6 ]  |
| 2004年（平成16年） | 27,082           | 13,271           | [ * 7 ]  |
| 2005年（平成17年） | 27,140           | 13,311           | [ * 8 ]  |
| 2006年（平成18年） | 27,108           | 13,293           | [ * 9 ]  |
| 2007年（平成19年） | 26,993           | 13,296           | [ * 10 ] |
| 2008年（平成20年） | 26,968           | 13,302           | [ * 11 ] |
| 2009年（平成21年） | 26,900           | 13,286           | [ * 12 ] |
| 2010年（平成22年） | 26,837           | 13,265           | [ * 13 ] |
| 2011年（平成23年） | 26,611           | 13,142           | [ * 14 ] |
| 2012年（平成24年） | 27,082           | 13,370           | [ * 15 ] |
| 2013年（平成25年） | 27,836           | 13,714           | [ * 16 ] |
| 2014年（平成26年） | 27,703           | 13,636           | [ * 17 ] |
| 2015年（平成27年） | 28,257           | 13,890           | [ * 18 ] |
| 2016年（平成28年） | 28,579           | 14,080           | [ * 19 ] |
| 2017年（平成29年） | 29,115           | 14,348           | [ * 20 ] |
| 2018年（平成30年） | 29,347           | 14,455           | [ * 21 ] |
| 2019年（令和元年） | 29,035           | 14,321           | [ * 22 ] |
| 2020年（令和02年） | 22,891           | 11,287           |          |

## 駅周辺
周辺の町名は、井土ケ谷上町、井土ケ谷下町、井土ケ谷中町である。古くから住宅街が広がっており、幹線道路に面する場所ではマンションが建てられている。また、神奈川県道218号弥生台桜木町線（平戸桜木道路）沿いには商店が立ち並んでいる。
駅の前を通っている環状1号線には、かつては横浜市電井土ケ谷線の井土ヶ谷駅前停留場が1956年（昭和31年）4月1日の開業から1968年（昭和43年）8月31日の廃止まで隣接しており、保土ケ谷駅方面と通町一丁目方面を結んでいた。

### 施設
- 横浜市立井土ヶ谷小学校
- 南警察署井土ヶ谷交番
- 横浜南郵便局
  - ゆうちょ銀行 横浜南店
- 神奈川銀行 井土ヶ谷支店
- マルエツ 井土ヶ谷店
- サミット 井土ヶ谷店
- matsukiyo LAB 井土ヶ谷駅前店
- ハックドラッグ 井土ヶ谷駅前店
- ココカラファイン 井土ヶ谷店
- 井土ヶ谷奉斎殿

## バス路線
横浜市営バスと神奈中バスにより運行されている。駅前の道路に井土ヶ谷駅、駅から徒歩3分の平戸桜木道路に井土ヶ谷停留所がある。
井土ヶ谷駅
- 北方向（改札口前）
  - 横浜市営バス
    - 9 - 横浜駅・藤棚・保土ケ谷駅東口行
    - 79・199 - 平和台折返場行

  - 神奈川中央交通
    - 11 - 保土ヶ谷駅東口行
- 南方向
  - 横浜市営バス
    - 9 - 磯子駅・滝頭行（弘明寺経由）
    - 79 - 日本大通り駅県庁前・港町行（羽衣町経由）・蒔田駅循環
    - 199 - 南区総合庁舎・関内駅北口循環 ※平日のみ

  - 神奈川中央交通
    - 11 - 桜木町駅行（港の見える丘公園経由）

井土ヶ谷
- 東方向
  - 横浜市営バス
    - 79 - 平和台折返場行（蒔田駅経由）

  - 神奈川中央交通
    - 戸01・東01・井10・井11・井12 - 井土ヶ谷下町行
    - 横43・横44 - 横浜駅東口行（羽衣町・桜木町駅経由）
    - 戸45 - 桜木町駅行（南区総合庁舎・羽衣町経由） ※平日のみ
    - 11 - 桜木町駅行（港の見える丘公園経由）
- 西方向（戸塚駅方面）
  - 神奈川中央交通
    - 横43 - 戸塚駅東口行
    - 横44・戸45 - 戸塚駅東口行（こども医療センター経由）
- 西方向（保土ヶ谷駅方面）
  - 神奈川中央交通
    - 11 - 保土ヶ谷駅東口行
- 南方向
  - 横浜市営バス
    - 9 - 磯子駅・滝頭行（弘明寺経由）
    - 79 - 日本大通り駅県庁前・港町行
    - 199 - 南区総合庁舎・関内駅北口循環 ※平日のみ

## 隣の駅
京浜急行電鉄
 本線
■快特・■特急
通過
■急行
日ノ出町駅 (KK39) - 井土ヶ谷駅 (KK42) - 弘明寺駅 (KK43)
■普通
南太田駅 (KK41) - 井土ヶ谷駅 (KK42) - 弘明寺駅 (KK43)